# Melwin Lycke Holm

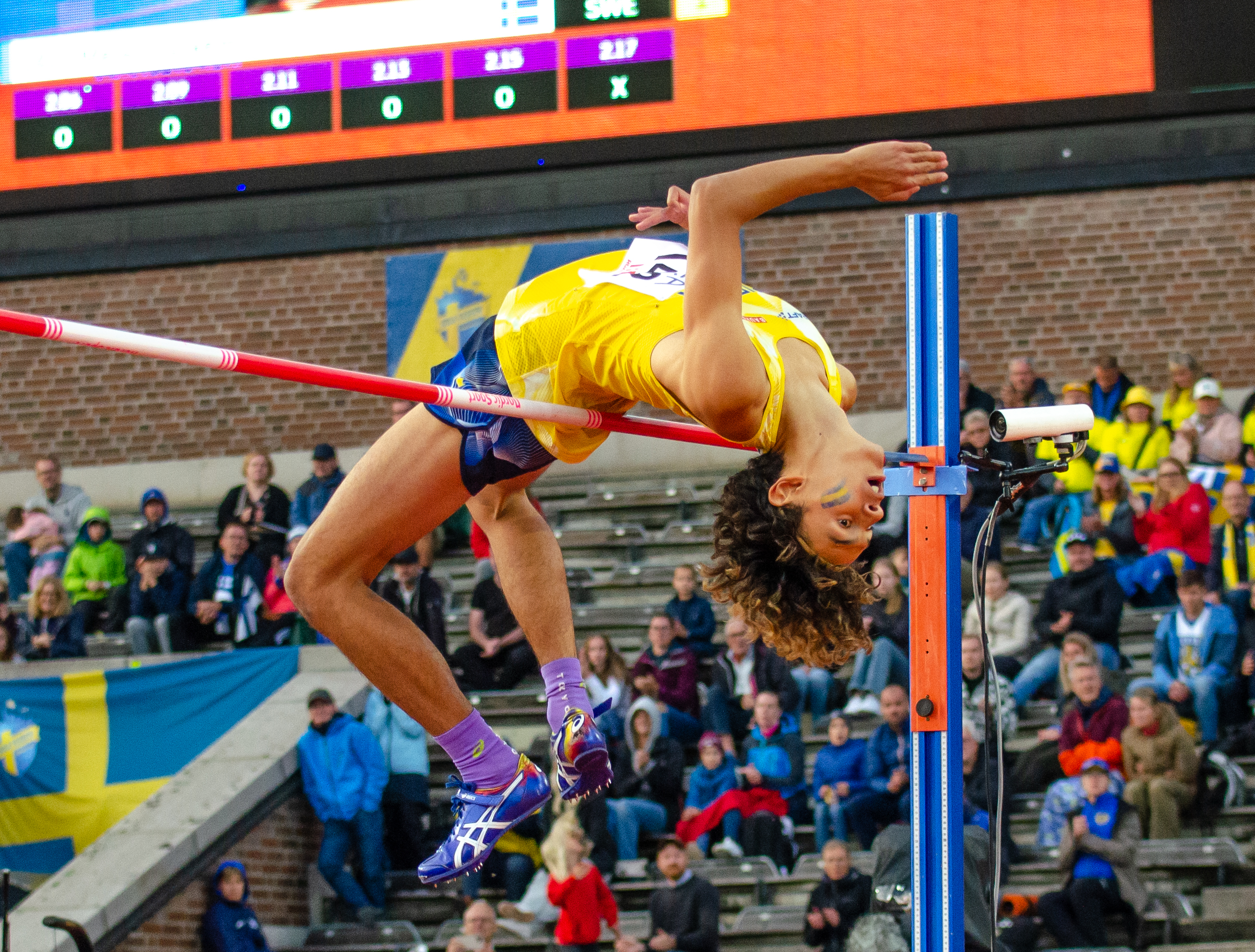
Melwin Lycke Holm försöker på 2,17 i Finnkampen 2023 efter att redan ha vunnit på 2,15.

Melwin Lycke Holm, född den 12 oktober 2004, är en svensk friidrottare med huvudsaklig inriktning på höjdhopp.
Han är son till höjdhopparen Stefan Holm och sonson till friidrottstränaren Jonny Holm.

## Karriär
Den 15 augusti 2020 vann Lycke Holm SM-guld i höjdhopp med 2,13 meter, och blev därmed tidernas yngste svenska mästare.
I februari 2022 vid inomhus-SM tog Lycke Holm guld i höjdhopp efter ett hopp på personbästa 2,16 meter. Följande månad vid inomhus-SM för juniorer tog han två guld och ett silver. Lycke Holm tog guld i höjdhopp på 2,18 meter, guld i tresteg på 14,49 meter och silver i längdhopp på 7,26 meter samt slog personbästa i samtliga grenar.
I augusti 2023 vid junior-EM i Jerusalem tog Lycke Holm guld efter att ha tangerat sitt personbästa på 2,18 meter. Lycke Holm vann brons vid U23-EM i Bergen 2025 efter nytt personbästa på 2,24 meter.

## Personliga rekord
| Utomhus - Höjdhopp – 2,24 (Bergen, Norge 20 juli 2025) - Längdhopp – 7,79 (Lund, Sverige 18 juni 2025) - Tresteg – 14,91 (Madrid, Spanien 27 juni 2025) | Inomhus - Höjdhopp – 2,20 (Kil, Sverige 17 februari 2024) - Längdhopp – 7,51 (Örebro, Sverige 13 januari 2024) - Tresteg – 14,55 (Karlstad, Sverige 25 februari 2023) |